# 군 (성씨)
군(君)씨는 중국과 한국의 성씨이다.
군씨(君氏)는 주(周)나라 성왕(成王) 때 중국(中國) 안문(上門 : 산시성 북부를 남북으로 달리는 내장성 연변의 요지)에서  계출(系出)된 것으로 문헌(文獻)에 전(傳)해지나, 한국의 군씨(君氏)는 동래(東萊)한 연유와 시대를 고증(考證)할 문헌이 없다.
역사 인물로는 529년(백제 성왕 7년) 3월 백제 성왕에 의해 마로(麻鹵), 마나갑배(麻那甲背) 등과 함께 안라(安羅)에 파견되어 신라에 의하여 멸망한 남가라(南加羅 : 금관가야로 추정) 등의 부흥을 도모한 군윤귀(君尹貴) 장군이 기록되어 있다.
1930년의 국세조사 때 처음으로 경상남도 김해군 진영면(進永面, 현 진영읍) 진영리에 군점득(君點得) 1가구가 나타났다.
2000년 대한민국 통계청 인구조사에서는 22가구, 46명으로 조사되었다. 본관은 남원(南原) 단본이다.